# کیتون (خانه مد)
کیتون (ایتالیایی: Kiton) شرکت کالای لوکس ایتالیایی است، که در سال ۱۹۶۸ توسط کیرو پاونه تأسیس شد.